# 23ste Prix Lumières
De ceremonie van de 23ste Prix Lumières werd georganiseerd door de Académie des Lumières en vond plaats op 29 januari 2018 op de Espace Pierre Cardin te Parijs. De nominaties werden op 12 december 2017 bekendgemaakt. De grote winnaar was 120 battements par minute van Robin Campillo met zes prijzen.

## Winnaars en genomineerden

### Beste film
- 120 battements par minute van Robin Campillo
  - Au revoir là-haut van Albert Dupontel
  - Barbara van Mathieu Amalric
  - Félicité van Alain Gomis
  - Orpheline van Arnaud des Pallières
  - Le Sens de la fête van Éric Toledano en Olivier Nakache

### Beste regisseur
- Robin Campillo - 120 battements par minute
  - Mathieu Amalric - Barbara
  - Laurent Cantet - L'Atelier
  - Philippe Garrel - L'Amant d'un jour
  - Alain Gomis - Félicité
  - Michel Hazanavicus - Le Redoutable

### Beste acteur
- Nahuel Pérez Biscayart - 120 battements par minute
  - Swann Arlaud - Petit Paysan
  - Daniel Auteuil - Le Brio
  - Jean-Pierre Bacri - Le Sens de la fête
  - Louis Garrel - Le Redoutable
  - Reda Kateb - Django

### Beste actrice
- Jeanne Balibar - Barbara
  - Hiam Abbass - Insyriated
  - Juliette Binoche - Un beau soleil intérieur
  - Emmanuelle Devos - Numéro une
  - Charlotte Gainsbourg - La Promesse de l'aube
  - Karin Viard - Jalouse

### Beste jong vrouwelijk talent
- Laetitia Dosch - Jeune Femme
  - Iris Bry - Les Gardiennes
  - Eye Haïdara - Le Sens de la fête
  - Camélia Jordana - Le Brio
  - Pamela Ramos - Tous les rèves du monde
  - Solène Rigot - Orpheline

### Beste jong mannelijk talent
- Arnaud Valois - 120 battements par minute
  - Khaled Alouach - De toutes mes forces
  - Matthieu Lucci - L'Atelier
  - Nekfeu - Tout nous sépare
  - Finnegan Oldfield - Marvin ou la Belle Éducation
  - Pablo Pauly - Patients

### Beste debuutfilm(Prix Heike Hurst)
- En attendant les hirondelles - Karim Moussaoui
  - Les Bienheureux - Sofia Djama
  - Grave - Julia Ducournau
  - Jeune Femme - Léonor Serraille
  - Patients - Grand Corps Malade en Mehdi Idir
  - Petit Paysan - Hubert Charuel

### Beste Franstalige film in coproductie
- Insyriated - Philippe Van Leeuw ()
  - Avant la fin de l'été - Maryam Goormaghtigh ()
  - La Belle et la Meute - Kaouther Ben Hania (-----)
  - Noces - Stephan Streker (--)
  - Paris pieds nus - Dominique Abel en Fiona Gordon ()

### Beste scenario
- 120 battements par minute - Robin Campillo en Philippe Mangeot
  - Orpheline - Christelle Berthevas en Arnaud des Pallières
  - Au revoir là-haut - Albert Dupontel en Pierre Lemaitre
  - En attendant les hirondelles - Karim Moussaoui en Maud Ameline
  - Le Sens de la fête - Eric Toledano en Olivier Nakache

### Beste cinematografie
- Barbara - Christophe Beaucarne
  - Félicité - Céline Bozon
  - Les Gardiennes - Caroline Champetier
  - Le Semeur - Alain Duplantier
  - Les Fantômes d'Ismaël - Irina Lubtchansky
  - Au revoir là-haut - Vincent Mathias

### Beste filmmuziek
- 120 battements par minute - Arnaud Rebotini
  - Makala - Gaspar Claus
  - Patients - Angelo Foley en Grand Corps Malade
  - Les Fantômes d'Ismaël - Grégoire Hetzel
  - Jeannette, l'enfance de Jeanne d'Arc - Igorrr
  - L'Amant double - Philippe Rombi

### Beste documentaire
- Visages, villages van Agnès Varda en JR
  - Carré 35 van Eric Caravaca
  - Lumière! L'aventure commence van Thierry Frémaux
  - Makala van Emmanuel Gras
  - Sans adieu van Christophe Agou
  - Le Vénérable W van Barbet Schroeder

### Beste animatiefilm
- Le Grand Méchant Renard et autres contes… van Benjamin Renner en Patrick Imbert
  - Drôles de petites bêtes van Antoon Krings en Arnaud Bouron
  - Zombillénium van Arthur de Pins en Alexis Ducord

### Prix Lumières d'honneur
- Jean-Paul Belmondo
- Monica Bellucci

## Films met meerdere nominaties
De volgende films ontvingen meerdere nominaties:
| Nominaties | Film                         | Prix Lumières |
| ---------- | ---------------------------- | ------------- |
| 6          | 120 battements par minute    | 6             |
| 4          | Barbara                      | 2             |
| 4          | Le Sens de la fête           |               |
| 3          | Orpheline                    |               |
| 3          | Félicité                     |               |
| 3          | Au revoir là-haut            |               |
| 3          | Patients                     |               |
| 2          | L'Atelier                    |               |
| 2          | Le Redoutable                |               |
| 2          | Petit Paysan                 |               |
| 2          | Le Brio                      |               |
| 2          | Insyriated                   | 1             |
| 2          | Les Gardiennes               |               |
| 2          | En attendant les hirondelles | 1             |
| 2          | Les Fantômes d'Ismaël        |               |
| 2          | Jeune Femme                  | 1             |